# Negra sombra
"Negra sombra" es uno de los poemas más conocidos de Rosalía de Castro, publicado en su libro Follas novas de 1880.

## Historia
Fue publicado cinco años antes de la muerte de Rosalía de Castro. Se tituló con el primer verso, "Cuando creo que te has ido", y apareció incluido en la segunda sección del libro, "¡Do íntimo!" La pieza fue musicalizada por primera vez por Xoán Montes y presentada en el Gran Teatro de La Habana en 1892. Rápidamente ganó fama y se convirtió en una de las canciones más conocidas de Galicia. 
El poema de Rosalía de Castro tendría precedentes en los poemas de Nicomedes Pastor Díaz, La mariposa negra y Una voz. Según Ricardo Carballo Calero, el poema de Rosalía proviene de un fragmento de El murmullo de las olas de Aurelio Aguirre (1833-1858), conocido personal del escritor. 

## Poema
*   *   *

Cando penso que te fuches,

Negra sombra que m'asombras,

Ô pe d'os meus cabezales

Tornas facéndome mofa.

Cando maxino qu'es ida

N'o mesmo sol te m'amostras,

Y eres a estrela que brila,

Y eres o vento que zóa.

Si cantan, ês tí que cantas,

Si choran, ês tí que choras,

Y-ês o marmurio d'o río

Y-ês a noite y ês a aurora.

En todo estás e ti ês todo,

Pra min y en min mesma moras,

Nin m'abandonarás nunca,

Sombra que sempre m'asombras.

## Versiones musicales

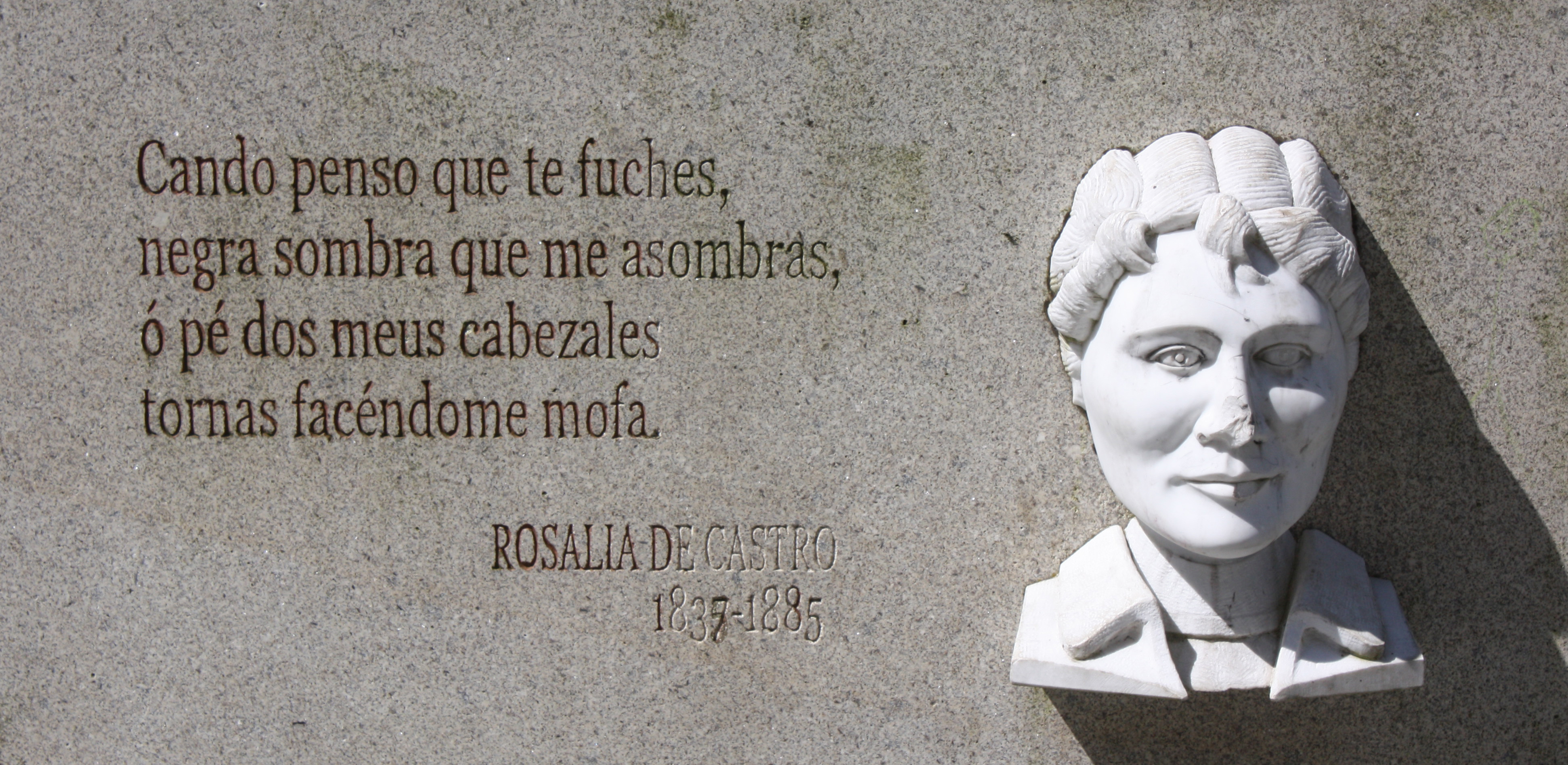
En un monumento de Lugo.

Se han grabado más de 300 versiones de "Negra sombra".
- Xoán Montes, 1892.
- Antoñita Moreno, 1971
- Amancio Prada, 1975.
- Luz Casal con música de Carlos Núñez, 1996.
- Fran Amil, 2019, con música original de Fran y Carlos Amil.
- Fillas de Cassandra, 2023, con el título de Canta miña sombra.